# Rozália
A Rozália a Róza név olasz eredetű továbbképzése.

## Rokon nevek
Rozanna, Rozi, Rozina, Rozita, Zina, Rózsa, Rozali
- Rozál:[1] a Rozália rövidült alakváltozata.

## Gyakorisága
Magyarországon a 19. században és a 20. század elején igen gyakori név volt, de az 1990-es években már ritka, a 2000-es években nem szerepel a 100 leggyakoribb női név között.

## Névnapok
- szeptember 4.[2]

## Híres Rozáliák, Rozálok
„Rozália” utónevű személyek szócikkeinek listája a Wikidata alapján
| - Biró Rozália politikus - Gál Rozália válogatott labdarúgó | - Kóka Rozália mesemondó, népdalénekes, néprajzkutató, újságíró, író - Schodelné Klein Rozália operaénekes |

## Egyéb Rozáliák
- Rozália-hegység, (Rosalien Gebirge) hegység Ausztriában
- Rozávlya falu Romániában